# Zhangqiao Shuiku
Zhangqiao Shuiku (kinesiska: 张桥水库) är en reservoar i Kina. Den ligger i provinsen Jiangsu, i den östra delen av landet, omkring 81 kilometer norr om provinshuvudstaden Nanjing. Zhangqiao Shuiku ligger 44 meter över havet. Arean är 0,46 kvadratkilometer. Trakten runt Zhangqiao Shuiku består till största delen av jordbruksmark. Den sträcker sig 1,1 kilometer i nord-sydlig riktning, och 1,0 kilometer i öst-västlig riktning.
Genomsnittlig årsnederbörd är 1 199 millimeter. Den regnigaste månaden är juli, med i genomsnitt 271 mm nederbörd, och den torraste är december, med 26 mm nederbörd.